# Amadou Tijane Diallo
Amadou Tijane Diallo Diouf (Las Palmas de Gran Canaria, 4 de febrero de 1992) es un deportista español que compite en baloncesto en silla de ruedas. Ganó una medalla de plata en los Juegos Paralímpicos de Río de Janeiro 2016.

## Palmarés internacional
| Juegos Paralímpicos | Juegos Paralímpicos     | Juegos Paralímpicos | Juegos Paralímpicos |
| Año                 | Lugar                   | Medalla             | Competición         |
| ------------------- | ----------------------- | ------------------- | ------------------- |
| 2016                | Río de Janeiro (Brasil) | Medalla de plata    | Torneo masculino    |